# Antoni Fronc
Antoni Fronc (ur. 7 sierpnia 1909 w Turowicach, zm. ?) – polski rolnik, poseł na Sejm PRL IV kadencji.

## Życiorys
Uzyskał wykształcenie podstawowe, prowadził własne gospodarstwo rolne. Został członkiem Zjednoczonego Stronnictwa Ludowego. W 1965 uzyskał mandat posła na Sejm PRL z okręgu Gniezno. W trakcie kadencji zasiadał w Komisji Handlu Wewnętrznego. Odznaczony Srebrnym Krzyżem Zasługi.